# Bruce Lee - The Legend
Bruce Lee - The Legend è un documentario del 1984 diretto da Leonard Ho.

## Trama
Film documentario, prodotto dalla Golden Harvest Company. Il documentario comprende alcuni filmati girati nel 1965 dove Bruce Lee ricopre il ruolo di Kato nella serie televisiva Il Calabrone Verde (The Green Hornet).